# Eddie Duran
Pour les articles homonymes, voir Duran.
Eddie Duran, né Edward Lozano Duran le 6 septembre 1925, à San Francisco (Californie, États-Unis) et mort le 22 novembre 2019 à Sonoma (Californie), est un guitariste américain de jazz. Avec son épouse Madeline, saxophoniste alto et ténor de jazz, ils forment le groupe de latin jazz et bebop Mad & Eddie Duran. Le couple a aussi fondé son label Mad Eddie Records et sa société de production.

## Biographie
Le jeune Eddie Duran naît le 6 septembre 1925 à San Francisco (État de Californie) dans une famille issue d'une précédente vague d'immigration mexicaine. Cette famille de musiciens dans l'âme va donner aussi naissance à ses deux frères Manuel Duran (pianiste) et Carlos Duran (contrebassiste) dont il est le cadet. En interview, il dit souvent : « Nos parents aimaient la musique, et ils se sont jamais opposés à ce que nous débutions une carrière musicale »[réf. nécessaire].
Il commence par étudier le piano à l'âge de sept ans et changera pour la guitare à douze ans.
Très jeune, il trouve sa première inspiration de jeu de guitare dans les disques de Django Reinhardt, qui sera suivi de Charlie Christian qu'il considère comme étant le plus grand guitariste électrique de jazz band. La passion pour les mélodies swinguantes le porte vers Barney Kessel, Jimmy Raney et Tal Farlow qui lui témoignera plus tard d'un respect musical réciproque.
Eddie commence une année de cours de musique, et de leçons de guitare, année qu'il ne terminera pas. Au bout de sept mois, il se prend seul en mains et abandonne les leçons. Se considérant comme un « joueur d'oreille », il développe rapidement sa propre philosophie de jeu : « La musique est une chose spirituelle et intangible, et vous avez juste à penser qu'elle va sortir de vous »[réf. nécessaire].
Sa carrière professionnelle démarre ainsi très précocement, à l'âge de quinze ans en 1940. Il joue à ses débuts dans les formations des leaders Charlie Parker, George Shearing et Red Norvo et embrasse la scène bebop de San Francisco.
À partir de fin 1954, Eddie Duran connaît une brillante carrière de musicien de formation jazz, et enregistre pour Vince Guaraldi, Cal Tjader, le Cal Tjader/Stan Getz sextet, Earl Hines, Tania Maria, Dee Bell mais aussi pour Brew Moore, Pearl Bailey, Barbra Streisand, Benny Goodman et pour lui-même.
C'est vraiment grâce à Vince Guaraldi d'abord, son ami d'enfance, puis à Cal Tjader ensuite que ses talents de guitariste de jazz éclatent au grand jour devant le public américain. Guaraldi et Tjader jouent déjà ensemble, Vince lui fait rencontrer les deux frères d'Eddie, Manuel et Carlos Duran qu'il engage respectivement comme pianiste et contrebassiste du Cal Tjader's Modern Mambo Quintet de 1954. Tjader qui a déjà de la suite dans idées, ne veut pas se cantonner uniquement au succès du mambo. Pour revenir à un son plus west coast, il décide de s'entourer de quelques talents naissants comme Eddie Duran, Sonny Clark, Brew Moore, Gene Wright, Stan Getz et enregistre avec des formations plus traditionnelles de quartet, puis de quintet et sextet. De ce creuset, naissent des disques novateurs, empruntés d'une touche nouvelle de latin jazz qui vaut à Cal Tjader d'être considéré ultérieurement comme le « père » de ce nouveau courant musical. Cette touche qu'il modélise à merveille, concrétise vraiment son style et en fait une de ses marques de fabrique, gage de succès pour Fantasy Records, sa maison de disques.
Vince Guaraldi et Cal Tjader, alors vedettes naissantes de la nouvelle petite maison de disques Fantasy Records publient respectivement plusieurs albums remarqués dans l'univers Jazz West Coast et commencent également à écumer avec succès les scènes des clubs de jazz de Californie et d'ailleurs. Des publications critiques plutôt élogieuses suivront dans des magazines musicaux comme Grammophone et les journaux. C'est dans ce contexte qu'Eddie Duran démarre ainsi en 1955 les sessions d'enregistrement de l'album Tjader Plays Tjazz. Il sera rappelé par « Cal » pour deux autres disques en 1958.
Rapidement, le talent d'Eddie ne va plus passer inaperçu : ses enregistrements chez Fantasy font le tour de la baie de San Francisco et il acquiert une solide renommée professionnelle dans le milieu des musiciens au point de devenir plus tard et encore aujourd'hui une référence.
Earl Hines et d'autres musiciens le contactent pour jouer, le saxophoniste Brew Moore rencontré en sessions lui propose de venir enregistrer quelques morceaux et Tjader le présente encore à Gus Mancuso en 1956. Cette même année, les propositions se bousculent, et il peut enfin concrétiser un de ses rèves comme d'autres musiciens de Fantasy : enregistrer un album et ce sera Eddie Duran Jazz Guitarist qui parait donc tout naturellement chez Fantasy. Il reste encore aujourd'hui, l'un des meilleurs témoignage de son touché de cordes jazzy.
Autour de 1957, il assure toujours la guitare de l'orchestre de la radio Columbia Broadcasting System KQW (plus tard renommée KCBS) de San Francisco, localisée'Jesse Street at New Montgomery (Palace Hotel). L'orchestre sur la direction de Ray Hackett, anime musicalement le Bill Weaver afternoon variety show, un programme fleuve radiodiffusé qui accueille du public et qui voit régulièrement défiler les vocalistes Ree Brunell, Bob Callahan, Ellen Connor, Ardene DeCamp, et Stan Noonan. Cette année-là encore, Eddie Duran se voit confier les guitares du premier album Intro To Jazz de la diva italiano-américaine Ree Brunell qu'il a rencontré dans les studios de la radio. L'album est le premier LP d'un nouveau label San Francisco Jazz Records (qui disparaîtra rapidement et semble avoir fait partie de la production de la station de radio à cette époque).
En 1958, les sessions de studio pour l'enregistrement du disque Cal Tjader/ Stan Getz Sextet(ekk)  lui donne l'opportunité de faire la connaissance et de jouer avec un jeune musicien alors quasi inconnu Stan Getz. Eddie Duran, seul survivant aujourd'hui de cette mythique session, raconte dans une interview : « Il n'y a pas eu de recherche avant cette date, ni de versions alternatives, pas de seconde prise. Tout est venu naturellement avec la nette impression d'être juste bien en place. L'ambiance était joyeuse et détendue ».
L'amateur éclairé de latin jazz pourra constater que l'on retrouve Eddie Duran sur trois des albums les plus latin jazz et Jazz West Coast de Cal Tjader. Ce sont d'ailleurs principalement les seuls enregistrements de cette époque où Cal Tjader a intégré une guitare dans ses formations.
Les carrières respectives de Getz et Duran se recroiseront à plusieurs reprises : notamment, en 1983, pour enregistrer en trio avec la vocaliste de jazz Dee Bell Let There Be Love, un album vibrant paru chez Concord Records.
De 1960 à 1967, il a son propre trio de jazz qu'il a fondé et dont il est le leader.
Brutalement les faits s'enchainent : le 6 février 1976, Vince Guaraldi, son ami de toujours décède d'une crise cardiaque, puis c'est le tour de sa première épouse qui disparait en 1977 le laissant seul avec ses enfants.
Portant sa tritesse avec dignité, il se réfugie dans la musique et rejoint bientôt le Benny Goodman's orchestra entre 1976 et 1981. Enfin ressaisi, il retrouve de l'inspiration pour donner un nouvel élan à sa carrière musicale et publie en 1979, soit vingt-trois années après le premier, un second album solo très inspiré Ginza chez Concord Records, le repreneur de Fantasy Records, sa première maison de disques et à qui il doit beaucoup pour sa carrière.
Cet élan musical se poursuit, Eddie est engagé par Tania Maria, qui vient de signer chez Concord : il enregistre consécutivement trois de ses albums comme musicien principal et effectue des tournées entre 1980 et 1983.
Ses enfants élevés, la musique devient sa vie à temps complet. En 1984, alors qu'il joue pour le Cotati Jazz Festival au nord de San Francisco, il fait la rencontre de Mad (Madeline), qui deviendra sa seconde épouse.
Deux albums qu'il enregistre durant cette décennie 1980 seront nominés aux Grammy Award[précision nécessaire].
À la fin des années 1980, il déménage à New York City avec Madeline où il décide de former le « Mad & Eddie Duran Quartet ».
Fidèle à ses débuts dans le métier, Eddie Durand donne toujours le change et leur chance à des nouveaux venus dans le métier, les accompagnant un bout de chemin. Ainsi en 2010, Mad et Eddie Duran ont été les musiciens de concert de la jeune vocaliste Serafina Brown accompagnée par le contrebassiste Steve Webber.
Âgé de 85 ans, ce guitariste de légende montre encore qu'il est toujours prêt à jouer s'il sent le felling  musical monter en lui. Et donc, toujours cette même année, le crowner Stan Pappas s'offre les services du grand guitariste Eddie Duran et de son trio pour l'accompagner sur scène durant des concerts d'hommage à Frank Sinatra qu'il donne dans plusieurs villes, notamment au Silverado Country Club et au Silos, un Jazz club de Napa. Il répondra présent comme à son habitude.

### Madeline «Mad» Duran: sa seconde épouse
Madeline grandit à Belmont, au sud de San Francisco, (état de Californie) et commence à jouer de la clarinette alors qu'elle n'a que 10 ans. Sa vocation lui est venue en entendant jouer un voisin, elle a tout de suite aimé le son de cet instrument à vent. En dépit de ses parents qui pensaient que c'était une de ses nouvelles lubbies de jeune fille et qu'elle s'en détournerait bien vite, la clarinette devint rapidement une obsession pour Mad. Au collège et durant ses hautes études, elle apprendra les saxophones alto et tenor in high school.

### Sa musique
Eddie Duran enregistre plusieurs disques solos au cours de sa carrière, mais les albums Eddie Duran Jazz Guitarist (1956) et Ginza  (1979), salués par la critique sont considérés comme d'excellents ambassadeurs de son style d'interprétation de guitare jazz.
Ses sons de guitariste sideman les plus connus et les plus appréciés par la critique sont ceux qu'il a travaillé pour Tania Maria, Cal Tjader et Vince Guaraldi.

## Discographie
En solo
- 1956 : Eddie Duran Jazz Guitarist[9] ∫ Fantasy Records / Fantasy F-3247 (Liner notes de Ralph Gleason)
- 1979 : Ginza ∫ Concord Records / Concord Jazz CJ-94
- 2000 : Eddie rides Again, Alone ∫ Mad Eddie Records MECD 1002. Le liner notes est de Mad Duran, son épouse.

Avec son épouse Mad & Eddie Duran
- 1997 : From Here to the Moon ∫ Mad Eddie Records MECD 1001 / MCD-9296-2 (Concord Jazz)[10].
- 2002 : Brazillian passion ∫ Mad Eddie Records. Le liner notes est de Mad Duran, son épouse.
- 200? : Samba cocktail : a Tribute to Stan Getz and Joao Gilberto ∫ Mad Eddie Records. Le liner notes est de Mad Duran, son épouse.
- 2004 : That Bossa nova Thing ∫ Mad Eddie Records/ Iza Music. Le liner notes est de Mad Duran, son épouse.

Avec son ami d'enfance Vince Guaraldi
- Avec le Vince Guaraldi Trio[11]
  - 1955 : Modern Music of San Francisco ∫ Fantasy Records / Fantasy F-3213 (Liner notes de Ralph Gleason)
  - 1956 : Vince Guaraldi Trio ∫ Fantasy Records / Fantasy F-3225 (Liner notes de Ralph Gleason)
  - 1957 : A Flower is A Lonesome Thing ∫ Fantasy Records / Fantasy F-3257 (Liner notes de Ralph Gleason) et en CD Original Jazz Classics OJCCD 235-2
- En quintet
  - 1963 : In Person ∫ Fantasy Records / Fantasy F- 8352[12]
- En Sextet[13]
  - 1964 : The Latin Side Of Vince Guaraldi ∫ Fantasy Records / Fantasy F-3360 (mono) et F-8360 (Stéréo) et en CD Original Jazz Classics OJCCD 878-2
- Avec plusieurs formations dont Eddie Duran sera le guitariste
  - 1967 : With the San Francisco Boys Chorus ∫ D&D Records[14] VG-1116. Le liner-notes est de Derrick Bang.
  - 1969 : The Eclectic Vince Guaraldi ∫ Wounded Bird CD WOU-1775[15]
  - 1969 : Alma-Ville ∫ Wounded Bird CD WOU-1828[16]
- Avec le Vince Guaraldi Quartet[17]
  - 1968 : Oh Good Grief![18]' ∫ Warner Brothers Records LP WS 1747 (et réédition CD)
- Avec le Vince Guaraldi Quartet[19] et l'orchestre de chambre Amici Della Musica
  - 1968 : The Charlie Brown Suite & Other Favorites[20] (inédit sorti en CD en 2003) ∫ CD Bluebird  82876-53900-2 - BMG/RCA
- Compilations 
  - 1980 : Greatest Hits 1962-1966[21] ∫ Fantasy Records MPF 4505, FCD 4505-2 (1989), FCD 7706-2
  - 1998 : Vince Guaraldi Trio : Charlie Brown's Holiday Hits[22] ∫ Fantasy Records CD F 9682, FCD 9682-2
  - 2009 : Essential Standards ∫ Concord / Original Jazz Classics CD OJC 31426 02
  - 2009 : The Definitive Vince Guaraldi (2 CD)∫ Concord / Fantasy FAN-31462
- Inédits 
  - 2006 : North Beach ∫ D&D Records VG4465[23]. Cet album d'inédits est le fruit du travail de restauration de bandes de Michael Graves et de son fils Dave Guaraldi.

Avec Earl "Fatha" Hines
- 1955 : '"Fatha" plays "Fats" Wallers ∫ Fantasy Records / Fantasy F-3 217 (Liner notes de Ralph Gleason)
- ? : '"Another Monday Date ∫ Prestige Records PR 24043

Avec Gus Mancuso
- 1956 : Introducing Gus Mancuso ∫ Fantasy Records / Fantasy F-3233 (Liner notes de Ralph Gleason)

Avec Cal Tjader
- 1955 : Tjader Plays Tjazz ∫ Fantasy Records / Fantasy F-3 211
- 1958 : Cal Tjader/ Stan Getz Sextet ∫ Fantasy Records / Fantasy F-3266 (Liner notes de Ralph Gleason)
- 1958 : San Francisco Moods ∫ Fantasy Records / Fantasy F-3271
- Compilations 
  - 1965 : Greatest Hits (Volume 1) ∫ Fantasy Records F-3366 (mono) et F-8366 (stéréo)
  - 1967 : Greatest Hits (Volume 2) ∫ Fantasy Records F-3374 (mono) et F-8374 (stéréo)

Avec Ree Brunell, accompagnée par le Jerry Coker Quartet et le Rudy Salvini big band
- 1957 : Intro To Jazz ∫ San Francisco Jazz Records JR1

Avec Brew Moore, saxophoniste
- 1955 : Brew Moore Quintet ∫ Fantasy Records F-3222 (mono) et F-8… (stéréo) / Original Jazz Classics OJC 100, OJCCD 100-2
- 1958 : Brew Moore ∫ Fantasy Records F-3264 (mono) et F-8… (stéréo)

Musicien du hungry i house band avec son frère Carlos Duran pour Barbra Streisand.
- 1963 : Barbra Streisand—Live 1963 ou Barbra Streisand, Pre-History: The Debut, San Francisco 1963  ∫ Enregistrement Live at the hungry i. Lp bootleg Bel Canto records B 001 (1985), puis CD Déjà vu reference edition DVRECD 65 (1991).

Avec Tania Maria
- 1981 : Piquant ∫ Concord Records / Concord Picante Jazz CJ-151 et CCD 4151 (réédition CD)
- 1982 : Taurus ∫ Concord Records / Concord Picante Jazz CJ-175 et CCD 4175 (réédition CD)
- 1983 : Come With Me ∫ Concord Records / Concord Picante Jazz CJ-200 et CCD 4200 (réédition CD)
- Rééditions 
  - 2001 : Viva Maria (contains 2 Lp : Piquant & Taurus) ∫ Concord Records / Concord Picante Jazz CCD 5008 (réédition CD)

Avec Dee Bell
- 1983 : Let There Be Love[26] ∫ Concord Records / Concord Jazz CJ-206
- 1985 : One By One[27] ∫ Concords Records / Concord Jazz CJ-271

Avec Seven StarsEiji Kitamura, Teddy Wilson, Cal Tjader, Ernestine Anderson, Eddie Duran, Bob Maize et Jake Hann
- 1983 : Seven Stars ∫ Concord Records / Concord Jazz CJ-217[28]

N.B : Cet album très rare aujourd'hui et difficile à trouver contient quelques-uns des derniers enregistrements de Cal Tjader avant sa tragique et subite disparition. Il n'a pour l'instant fait l'objet d'aucune réédition CD.

## Vidéographie
- Aurex Jazz Festival : enregistrement du 3 septembre 1980 au Budokan de Tokyo (Japon) avec Benny Goodman à la Clarinette, Teddy Wilson au piano, Eddie Duran à la guitare, Al Obidenski à la basse et John Markham à la batterie[29].